# Le Roulis transatlantique
Le Roulis transatlantique est un tableau réalisé par le peintre français Jean Émile Laboureur en juin 1907 à bord du paquebot La Bretagne, pendant une traversée de l'océan Atlantique entre New York et Le Havre. Cette huile sur toile de format carré est une scène de genre qui représente le pont supérieur du navire soumis à un roulis qui force les passagers à marcher de biais. Exposée au Salon d'Automne de 1907, la peinture est conservée au sein des collections du musée d'Arts de Nantes, à Nantes, après avoir été achetée en 1979.